# 白鷺神社
白鷺神社（しらさぎじんじゃ）は、栃木県河内郡上三川町しらさぎ一丁目にある神社。上三川町を代表する神社であり、近代社格制度に基づく旧社格は郷社であった。祭神の日本武尊にゆかりの深い白鷺にちなんだ像や彫刻を境内に配置し、日本一と称する平和の剣や干支絵馬が奉納されている。また、イヌやネコの健康を願う御朱印の頒布を行っている。

## 歴史
延暦2年（783年）に、下野国司の平松下野守（文室高島）が建てた祠を起源とする。当時、下野国では疫病が流行しており、平松下野守は神託を受けて日本武尊を祀ったという。別の説では、平松下野守の夢に日本武尊が現れたため、尊が一時滞在した地に祠を建てて祀ったとする。更に、嘉祥2年（849年）夏に大旱魃が発生し、神のお告げを受け苦心して大石を取り除くと、水が湧き出し、その大石に「日本」の文字が刻まれていたので、日本武尊の神徳であるとして祠を建てた、とする説もある。日本武尊は死後、白い鳥となって飛び去ったという伝説があり、白鷺は日本武尊の化身とされる。
永承年間（1046年 - 1053年）には、源頼義が奥州平定に向かう道中で軍功を祈願し、物品を奉納したとされる。
康暦2年（1380年）、小山義政は上三川城へ攻め込んだ（裳原の戦い）が、明神の森を白鷺の群れが飛び交うさまを多数の白旗が風になびいている（敵兵が森に潜んでいる）と誤認し、戦わずして退却した。この一件を明神の加護と讃え、それまでの「白鷺明神」ないし「鷺明神」と呼ばれていた社名を「白鷺神社」に改めた。
江戸時代は五分一村に社領3石を有した。宝永4年（1707年）、正一位に叙された。宝暦年間（1751年 - 1764年）に火災が発生し、社殿を焼失した。幕末に神官を務めた柳田懿徳（やなぎた いとく）は、手習塾を開き関東各地から門弟を集めたほか、天狗党に理解を示し、日光を目指して鬼怒川を渡ってきた150人の軍勢を手助けした。
明治5年4月15日（グレゴリオ暦：1872年5月21日）、郷社に列格した。1989年（平成元年）より境内の大改修に着手し、1992年（平成4年）に完了した。以来、1995年（平成7年）から大改修が竣工した10月9日に「平成の大改修記念大祭」を催行するようになった。
1999年（平成11年）9月18日、神社を含む一帯の土地区画整理事業により、鎮座地の地名が「しらさぎ」に変更された。

## 祭神

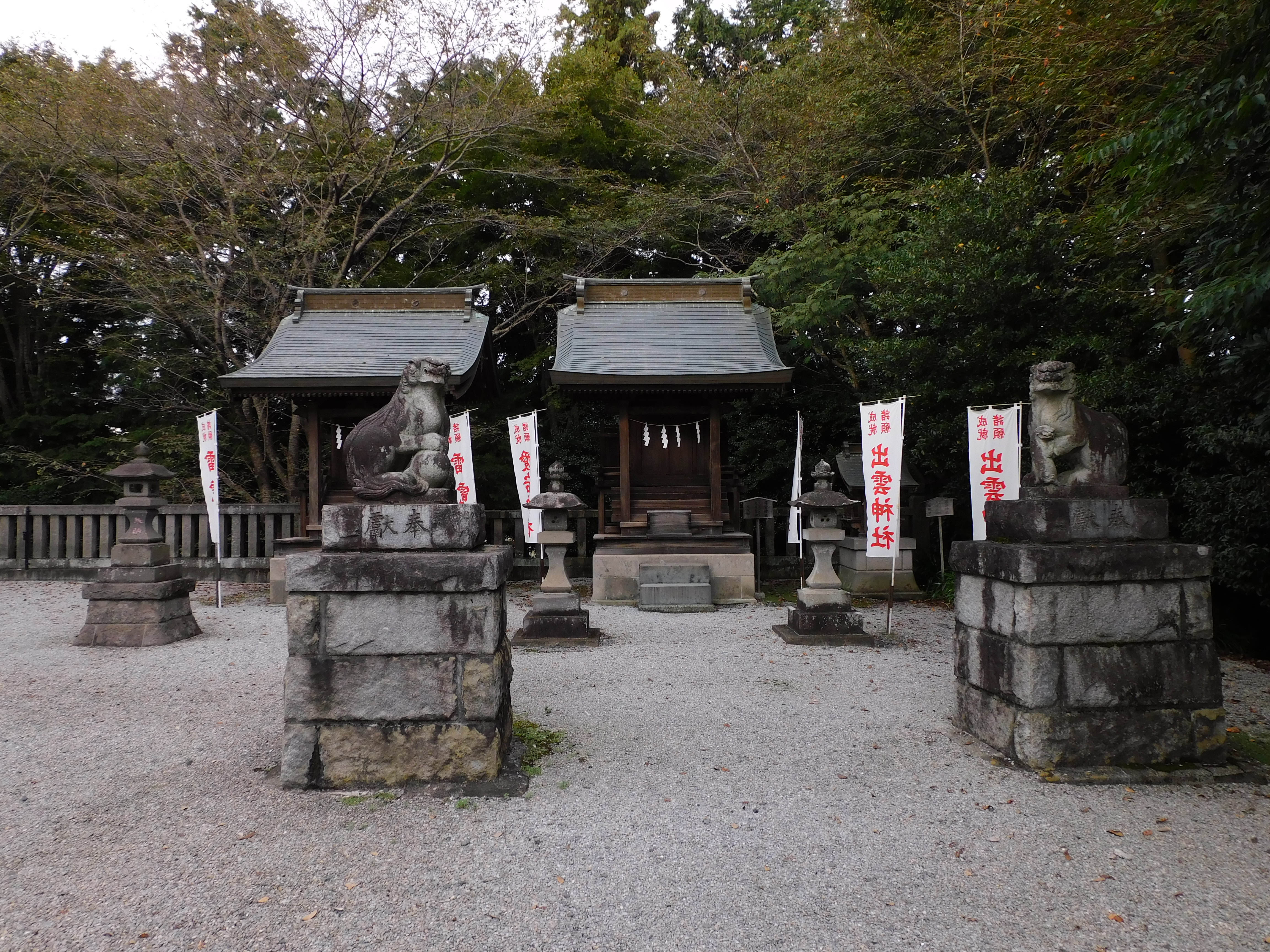
雷電神社（左）と愛宕神社

- 日本武尊（やまとたけるのみこと）：日本が豊かな国となることを願い、諸国を旅したと伝えられることから、厄除けや交通安全にご利益があるとされる[3][14]。

### 相殿神
- 大己貴命（おおなむちのみこと）[4]
- 事代主命（ことしろぬしのみこと）[4]
- 豊城入彦命（とよきいりひこのみこと）：上三川城に拠点を移した横田頼業が、建長2年（1250年）に宇都宮明神（宇都宮二荒山神社）から勧請して相殿神とした[6]。

### 末社
- 雷電神社：武甕槌命（たけみかづちのみこと）[4]
- 愛宕神社：火産霊神（ほむすびのかみ）[4]

## 祭祀
2022年（令和4年）現在捧げられている祭りは次の通りである。
- 歳旦祭（1月1日）
- 初詣（1月中）
- 節分祭追儺式（2月3日）
- 祈年祭（2月17日）
- 雷電宮祭（4月15日）
- 八坂祭（天王祭、7月中旬）
- 夏越祭茅の輪くぐり神事（7月31日）
- 平成の大改修記念大祭 （10月9日）
- 七五三（11月15日）
- 新嘗祭・愛宕神社例祭（11月23日）
- 大祓式（12月31日）

### ランドセル祈願
2015年（平成27年）より、通学安全・学業成就・身体健全を祈願する「ランドセル祈願」を行っている。ランドセル祈願は、小学校入学を間近に控えた幼児が拝殿に上り、ランドセルとともに神職からお祓いを受けるというものであり、栃木県では白鷺神社が初めて取り入れた。
白鷺神社のランドセル祈願は、新入生でなくても受けることができ、また、子供は昇殿せずランドセルのみのお祓いも可能である。

### 御朱印
2017年（平成29年）7月に変更する前は、「白鷺神社」の文字と日付のみのシンプルなものであったが、変更後は紫色の白鷺、緑色の平和の剣を描き、2ページにわたるものになった。デザインの変更により、御朱印の頒布数が増加し、御朱印を求めて栃木県外からも訪問する人が増加した。2020年（令和2年）2月4日からは、1ページの御朱印と2ページの御朱印の2種類となった。
神社では毎月11日を「ワンワンの日」と定め、愛犬の健康を願って、イヌをかたどった台紙の御朱印を頒布する。同様に、2月22日の猫の日には、愛猫の健康長寿を祈願するネコの形の台紙の御朱印を授与している。正月や令和改元時などにも、特別な御朱印を頒布したことがある。

## 文化財

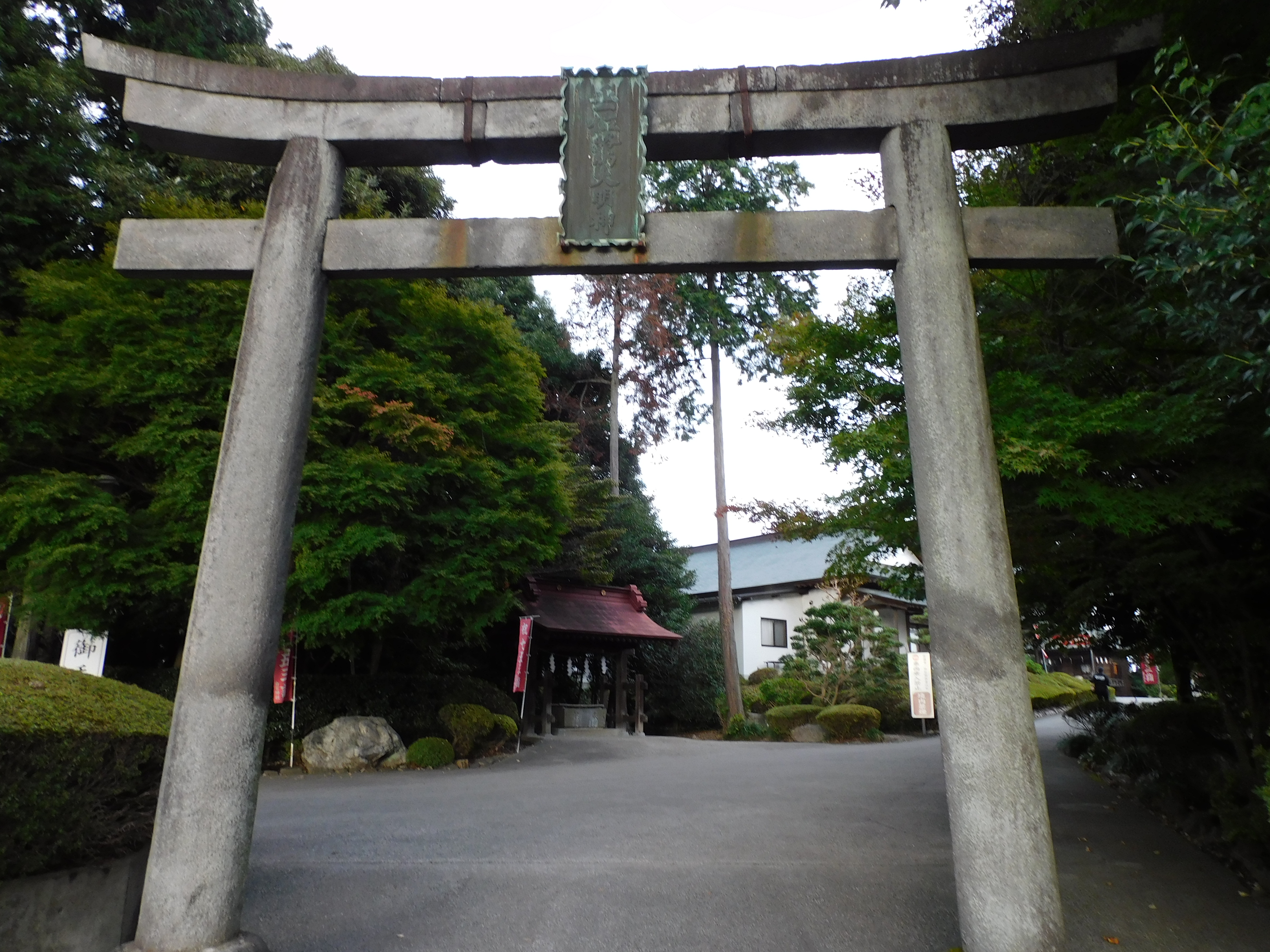
鳥居

以下の2点が上三川町の文化財指定を受けている。
| 文化財番号 | 文化財名称     | 文化財種別 | 時代          | 解説                                                              |
| ---------- | -------------- | ---------- | ------------- | ----------------------------------------------------------------- |
| 14         | 神楽（吉田流） | 民俗文化財 | 1971年4月1日  | 4月15日に神社に奉納される舞。                                     |
| 37         | 鳥居           | 有形文化財 | 1975年3月10日 | 宝永5年（1708年）に猪瀬彦右衛門が寄進した。日光石で作られている。 |

## 境内

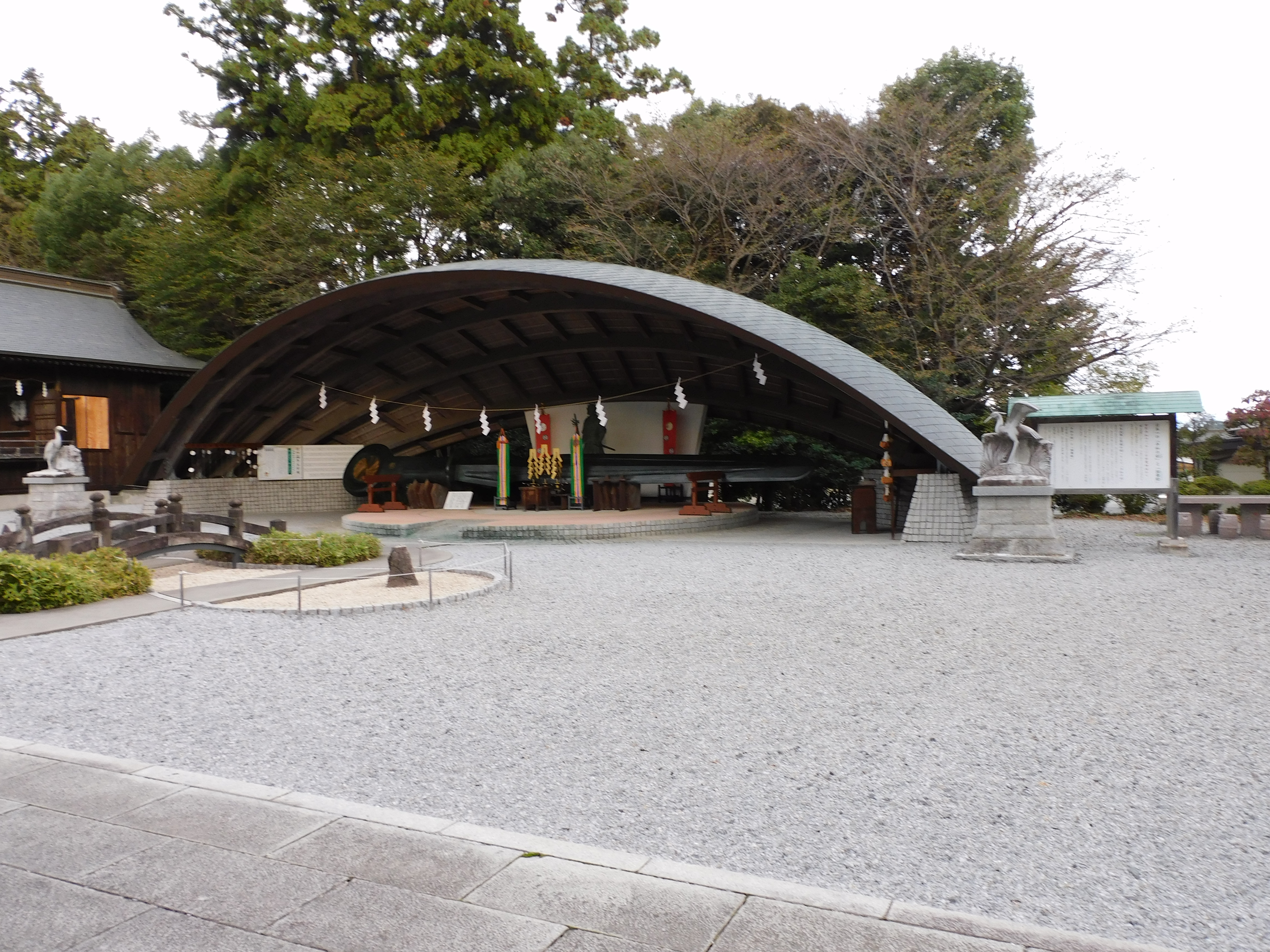
平和の剣（ドームの下）と両脇の狛鷺

1980年代の境内の面積は1,825坪（≒6,022.5 m2）、氏子は1,067戸であった。

### 白鷺
境内には、白鷺にちなんだものが随所に見られる。石鳥居をくぐった先には、狛犬ならぬ狛鷺があり、手水舎では白鷺の口から水が出る。手水舎の水は「金明水」と呼ばれ、健康や金運のご利益があるとされる。
また、神門には白鷺の彫刻があり、7羽の白鷺が彫られている。

### 干支の大絵馬
2001年（平成13年）の愛子内親王生誕を記念して「日本一の干支絵馬」を作って以来、毎年年末に翌年の干支を描いた大絵馬が境内に奉納される。絵馬の大きさは縦4 m×横8 mで、干支の絵は2016年（平成28年）から益子町在住の日本画家が描いている。

### 平和の剣
鎮座1220年記念として2003年（平成15年）に奉納された平和の剣（つるぎ）はおよそ12.2 mあり、白鷺神社のシンボルとなっている。平和の剣は、日本武尊が携行した草薙の剣にあやかり、世界平和を願って作られた。さまざまな災い・罪・穢れを断ち切り、厄除け・開運を叶える力を持つとされる。神社では、平和の剣を表面にデザインした「厄災断ち御守」を授与している。

## 交通
JR石橋駅から自動車で約10分。北関東自動車道宇都宮上三川IC、道の駅しもつけからも、それぞれ自動車で10分である。駐車場は170台分ある。
JR宇都宮駅のバス乗り場から関東自動車の路線バスが運行されており、乗車時間30分ほどで到着する。